# بيدرو ماريا دي أنايا

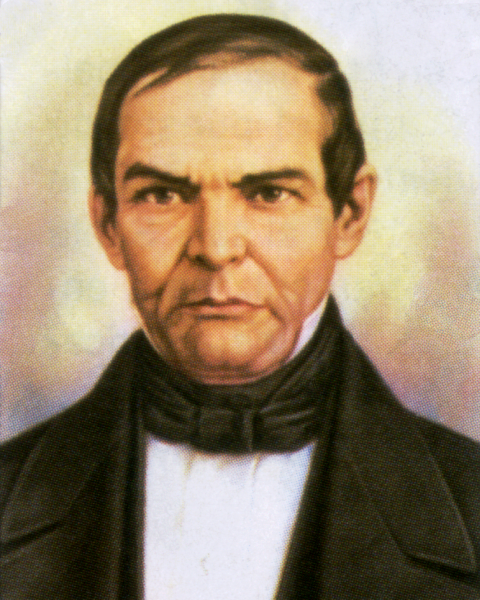
بيدرو ماريا دي أنايا

بيدرو ماريا دي أنايا (بالإسبانية: Pedro María de Anaya) ، من مواليد 20 مايو سنة 1795م ، وتوفي بتاريخ 21 مارس سنة 1854م ، وهو رئيس جمهورية المكسيك رقم 17 ، عمل رئيساً للمكسيك من شهر أبريل إلى شهر مايو سنة 1847م ، وفي عهده شهدت الحرب المكسيكية الأمريكية.

## مصدر
1. ↑  Manzano, T. (¿1931?). Pequeñas biografías de hidalguenses distinguidos. Tomo I. "Vida: Revista Hidalguense de Cultura". Pachuca, Hgo., México.